# ماچیسمو
ماچیسمو نمایشنامه‌ای از محمد یعقوبی است که به کارگردانیِ خودش در تهران به نمایش درآمده است. یعقوبی آن را از رمان کنسول افتخاری نوشتهٔ گراهام گرین ترجمهٔ احمد میرعلائی اقتباس کرده‌است. این نمایش در خرداد و تیر ۱۳۸۷ در سالن چهارسو در تئاتر شهر تهران به روی صحنه رفت.

## خلاصه داستان
گروهی چریکی در آرژانتین برای تحت فشار قرار دادن دولت پاراگوئه قصد دارند سفیر آمریکا در آرژانتین را، با کمک پزشکی که با سفرای خارجی در ارتباط است، گروگان بگیرند اما اشتباه می‌کنند و کنسول افتخاری انگلیس را به گروکان می‌گیرند. پزشکی که با چریک‌ها هم‌کاری می‌کند با زن کنسول افتخاری ارتباط دارد. دولت انگلیس حاضر به تحت فشار قرار دادن دولت پاراگوئه نمی‌شود و پلیس به مقر گروگان‌گیرها حمله می‌کند و همه کشته می‌شوند به‌جز کنسول افتخاری گروگان گرفته شده.

## نقش‌ها
این جدول بر اساس ورود بازیگران به صحنه تهیه شده‌است.
| بازیگر             | نقش           |
| ------------------ | ------------- |
| امیررضا دلاوری     | دکتر پلار     |
| علی سرابی          | لئون ریواس    |
| مهدی پاکدل         | سامری         |
| مسعود میرطاهری     | چارلی فورتنوم |
| اشکان جنابی        | کلنل پرز      |
| آیدا کیخایی        | کلارا         |
| پونه عبدالکریم‌زاده | مارتا         |

## نقد و نظر
«فقط کافی است یک نگاه کوتاه به کارنامه یعقوبی بیندازیم تا متوجه شویم او ذاتا علاقه‌مند به طرح پرسش‌های تازه است. پرسش‌هایی که معمولاً پاسخ روشنی ندارند، اما به‌وضوح مخاطب را درگیر می‌کنند. ماچیسمو؛ کار تازه یعقوبی نیز از این خصوصیت مستثنا نیست. تنها شاید بتوان گفت این پرسش‌برانگیزی در ماچیسمو، در مقایسه با بقیه آثار یعقوبی، تا حدی کم‌رنگ‌تر است، که این نیز شاید به دلیل شرایط و سیاست‌های حاکم بر تئاتر این روزهای ما باشد.»

«محمد یعقوبی روی دیالوگ‌ها بیشتر کار کرده و به نظر می‌رسد در این رابطه گزینه‌ای عمل کرده و فقط روی مضامین و دیالوگ‌های اساسی تأکید کرده‌است؛ این تمهیدات و هوشمندی‌ها هنگام اجرا قابل درک است، چون خصوصیات دیالوگ‌های نمایشنامه را پیدا کرده‌اند. گاهی هم حتی تأویل‌پذیر شده‌اند و همین بر ویژگی‌های نمایشی آن‌ها افزوده است: "تو وجدان پیچیده‌ای داری"، "آدم ساده اصلاً وجود ندارد"، "وقتی پای مرگ در میونه هر کسی برای اعتراف کردن چیزی دارد"، "ما این شیوه رو انتخاب نکرده‌ایم، اونا ما رو به این کار وادار کرده‌اند"، "در موقعیت ما همیشه باید اتفاقی بیفتد"، "توی او تاریکی نمی‌شد تشخیص داد پرچم کدوم کشوره"، "شما با اینجا آشنا نیستید، ممکن است راهتون رو گم کنید"»

## جایزه‌ها
- ۱۳۸۶ - بهترین بازیگر مرد علی سرابی بازیگر نقش لئون ریواس در بیست و ششمین جشنواره بین‌المللی تئاتر فجر تندیس جشنواره، لوح تقدیر و مبلغ ۲۰ میلیون ریال جایزه نقدی، به‌طور مشترک با ساشاگرساک بازیگر نمایش «راشامون» از سویس.[۳]